# Campionato Pernambucano 2025
Il Campionato Pernambucano 2025 è stata la 111ª edizione della massima serie del Campionato Pernambucano. La stagione è iniziata l'11 gennaio 2025 e si è conclusa il 2 aprile successivo.

## Stagione

### Novità
Al termine della stagione 2024, sono retrocesse in Série A2 Porto-PE e Flamengo de Arcoverde. Dalla seconda divisione (disputata al termine del campionato di massima serie), sono state promosse Jaguar e Decisão.

### Formato
Le dieci squadre si affrontano dapprima in una prima fase, consistente in un girone da dieci squadre. Le prime due classificate di tale girone, accederanno alle semifinali della seconda fase che decreterà la vincitrice del campionato. Le squadre piazzatesi tra la terza e la sesta posizione, partono dai quarti di finale della suddetta fase. Le ultime tre classificate retrocedono in Série A2.

## Risultati

### Prima fase
|  | Pos. | Squadra      | Pt | G | V | N | P | GF | GS | DR  |
|  | ---- | ------------ | -- | - | - | - | - | -- | -- | --- |
|  | 1.   | Santa Cruz   | 20 | 9 | 6 | 2 | 1 | 14 | 4  | +10 |
|  | 2.   | Maguary-PE   | 17 | 9 | 5 | 2 | 2 | 13 | 10 | +3  |
|  | 3.   | Náutico      | 16 | 9 | 5 | 1 | 3 | 15 | 9  | +6  |
|  | 4.   | Sport Recife | 15 | 9 | 4 | 3 | 2 | 17 | 8  | +9  |
|  | 5.   | Decisão      | 13 | 9 | 3 | 4 | 2 | 11 | 12 | -1  |
|  | 6.   | Retrô        | 12 | 9 | 3 | 3 | 3 | 8  | 10 | -2  |
|  | 7.   | Jaguar       | 11 | 9 | 3 | 2 | 4 | 10 | 16 | -6  |
|  | 8.   | Central-PE   | 9  | 9 | 2 | 3 | 4 | 8  | 9  | -1  |
|  | 9.   | Afogados     | 5  | 9 | 0 | 5 | 4 | 5  | 13 | -8  |
|  | 10.  | Petrolina    | 3  | 9 | 0 | 3 | 6 | 4  | 14 | -10 |

Legenda:
      Ammessa alle semifinali della fase finale.
      Ammessa ai quarti di finale della fase finale.
      Retrocesse in Série A2 2025
Note:
Tre punti a vittoria, uno a pareggio, zero a sconfitta.

### Seconda fase

#### Quarti di Finale
| Squadra 1    | Risultato       | Squadra 2 |
| ------------ | --------------- | --------- |
| Sport Recife | 3 – 0           | Decisão   |
| Náutico      | 0 – 0 (3-5 dtr) | Retrô     |

#### Semifinali
| Squadra 1    | Totale | Squadra 2  | Andata | Ritorno |
| ------------ | ------ | ---------- | ------ | ------- |
| Sport Recife | 3 – 0  | Santa Cruz | 2 – 0  | 1 – 0   |
| Retrô        | 4 – 1  | Maguary-PE | 2 – 1  | 2 – 0   |

#### Finale
| Squadra 1 | Totale          | Squadra 2    | Andata | Ritorno |
| --------- | --------------- | ------------ | ------ | ------- |
| Retrô     | 4 – 4 (2-4 dtr) | Sport Recife | 2 – 3  | 2 – 1   |